# Бильдіно (Калузька область)
Бильдіно (рос. Бильдино) — присілок в Козельському районі Калузької області Російської Федерації.
Населення становить 60 осіб. Входить до складу муніципального утворення Село Попелево.

## Історія
Від 2004 року входить до складу муніципального утворення Село Попелево.

## Населення
| 2002 | 2010 |
| ---- | ---- |
| 75   | ↘60  |